# Champclause
Champclause település Franciaországban, Haute-Loire megyében. Lakosainak száma 203 fő (2022. január 1.). Champclause Araules, Fay-sur-Lignon, Mazet-Saint-Voy, Montusclat, Queyrières, Saint-Front és Saint-Julien-Chapteuil községekkel határos.

## Népesség
A település népességének változása:
| Lakosok száma | 446  | 274  | 243  | 224  | 203  | 200  | 201  | 205  | 205  | 203  |
|               | 1968 | 1982 | 1990 | 2006 | 2013 | 2015 | 2017 | 2019 | 2020 | 2022 |